# Szellem és Élet

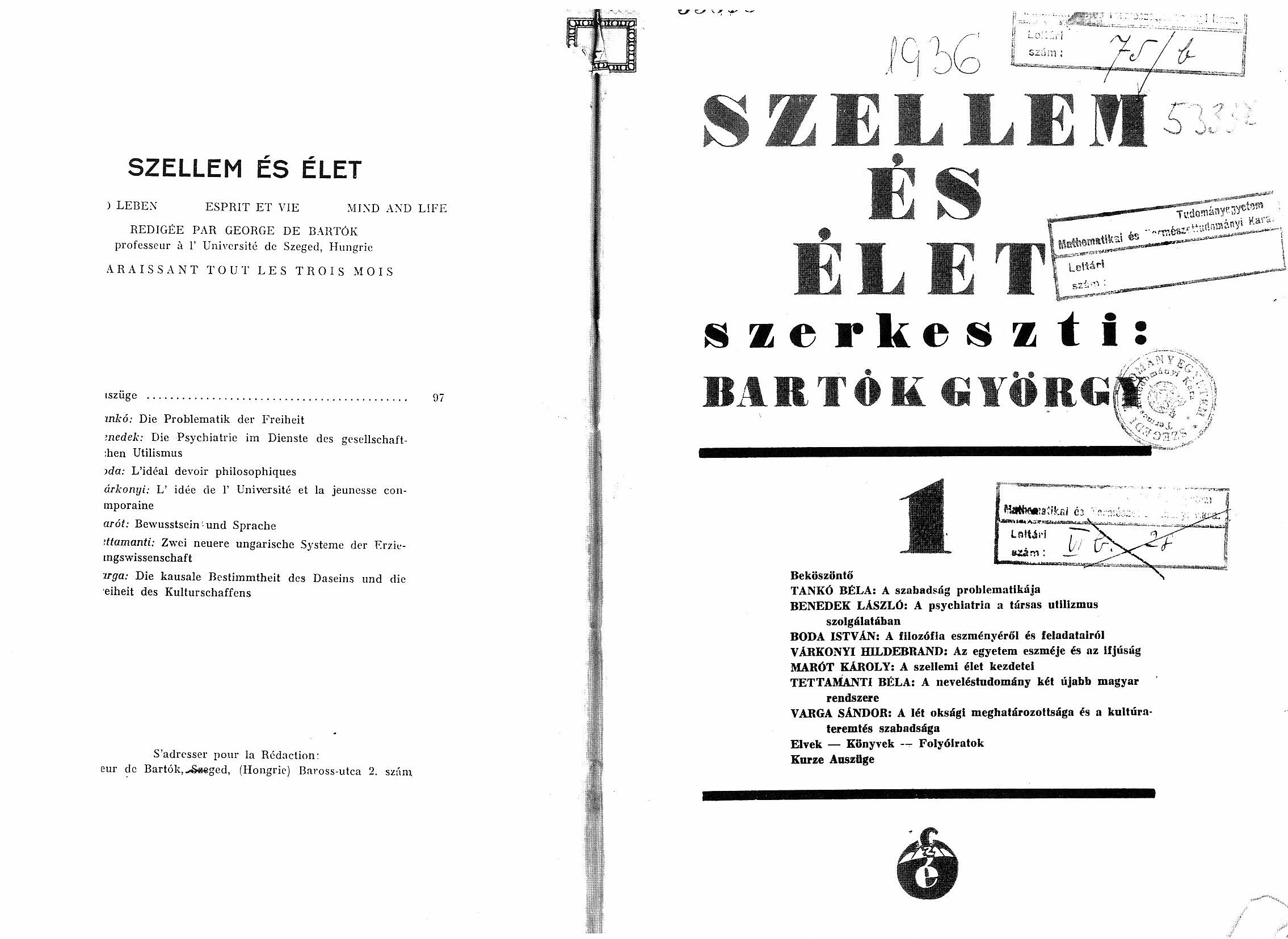
Szellem és Élet első füzetének teljes borítófedele (1936)

Szellem és Élet a szegedi Ferenc József Tudományegyetem folyóirata (1936-1940. október 19; majd a kolozsvári Magyar Királyi Ferenc József Tudományegyetem lapja 1940. október 19-1944.)

## Leírása
A Böhm Károly nevével fémjelzett kolozsvári filozófiai iskola hagyományát folytatva a jelenkor (politika, társadalomtudomány, lélektan, pedagógia, irodalomtörténet, esztétika) problémáinak filozófiai megközelítését vállaló tanulmányokat közölt magyar és olykor német nyelven, német rezümével, franciára fordított tartalomjegyzékkel.
A tudományos folyóirat alapítója és mindvégig főszerkesztője Bartók György filozófia professzor, a folyóiratot 1936-1940-ig Szegeden szerkesztette, 1940-1944-ig Kolozsvárott. A nyomtatás helye Szeged, Kolozsvár, majd Budapest volt. A szegedi és a kolozsvári egyetemen oktatott valamennyi tudomány területről jelentek meg benne tanulmányok. A folyóirat negyedévente jelent meg.
A tanulmányok szerzői a szegedi korszakban Bartók György, Horkay László, Imre Sándor, Marót Károly, Mitrovics Gyula, Schneller Károly, Tettamanti Béla, Visy József, Zolnai Béla, a holland B. Wigersma; a kolozsvári évfolyamokban mellettük Fábián István, Jancsó Elemér, Makkay Ernő, Ortutay Gyula, Tavaszy Sándor is.
Az 1939/1. számban Bartók György Schneller István-nekrológját közli, a Kolozsvárt megjelent első szám Böhm Károly 1896. március 3-án elmondott egyetemi székfoglalójának szövegét.
Elvek, könyvek, folyóiratok című rovatában az érdeklődési körébe vágó jelentősebb műveket Bartók György, Bibó István,  Kincs Elek, Szabó József, Tankó Béla, Visy József szemlézi.

## Pszichológiai, pedagógiai, filozófiai cikkek (válogatás)

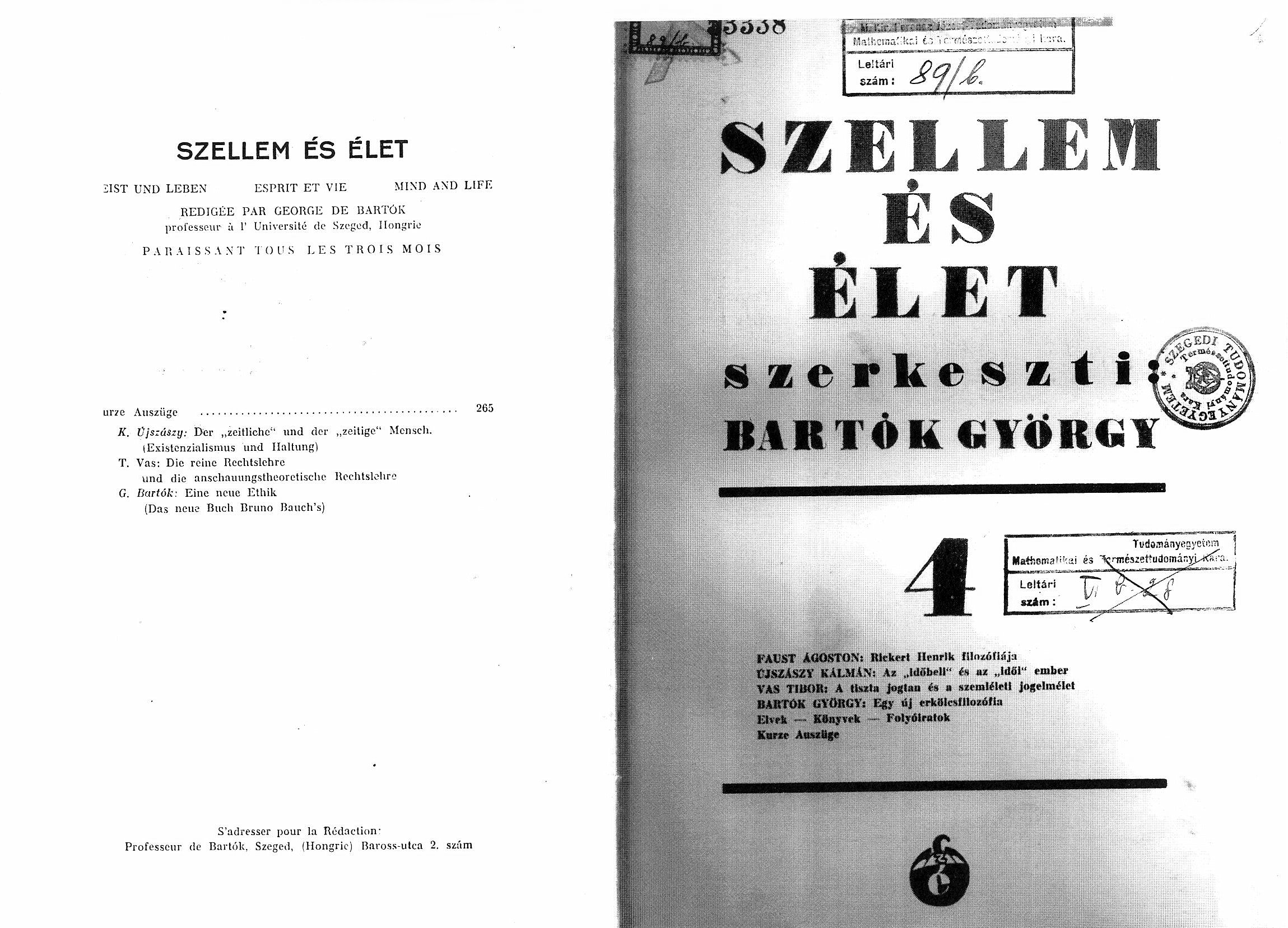
Szellem és Élet 1936. negyedik füzetének teljes borítófedele

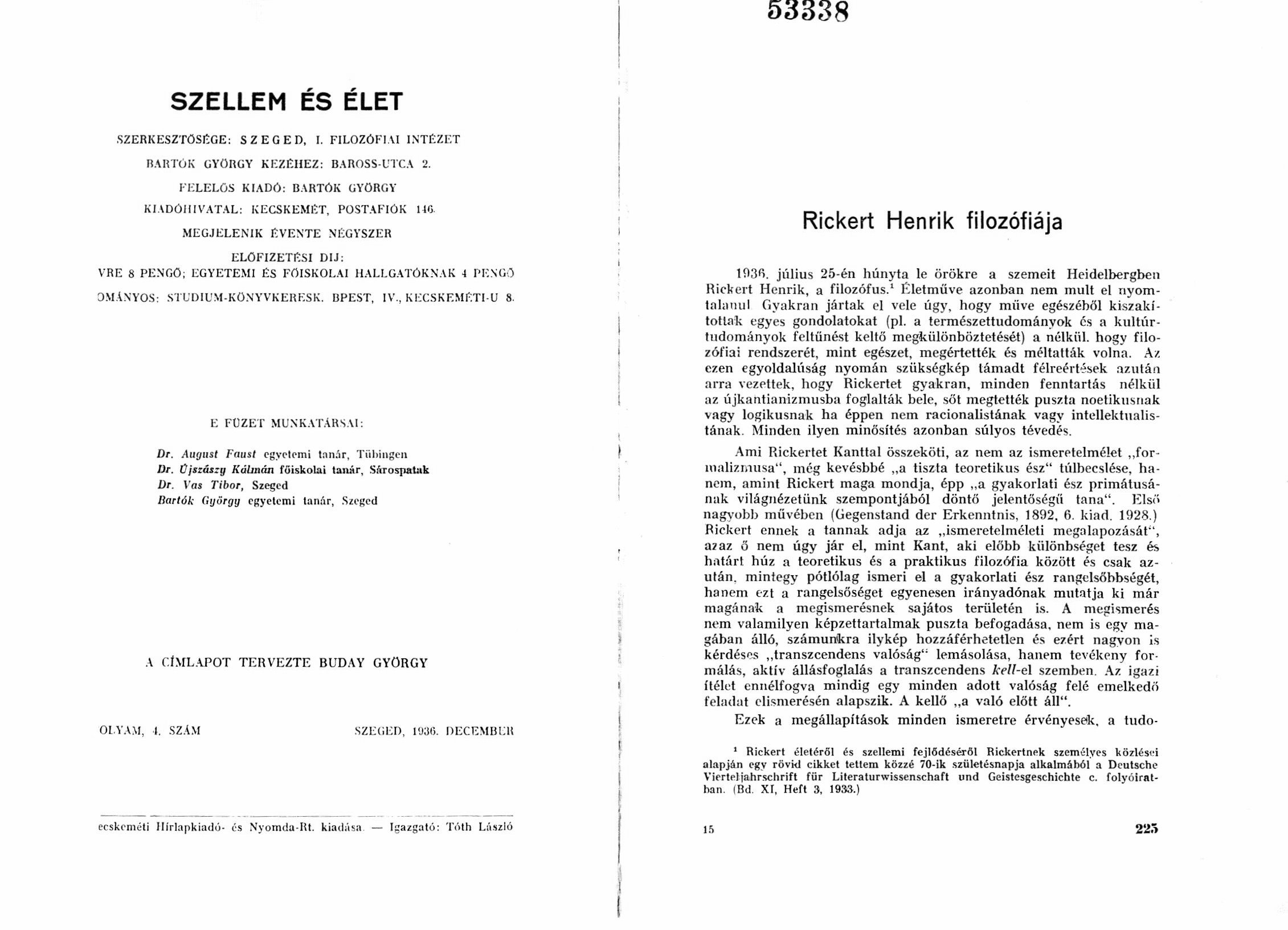
Szellem és Élet borítékcímének versoja és az első oldal, 1936. 4. füzet, itt tudjuk meg, hogy Buday György tervezte a címoldalt

A nálunk még mindig nagyon újnak számító pszichológiai tudományról, vagy az e tudományhoz közel álló területekről (filozófia, pedagógia) is jelentek meg közlemények e folyóiratban, tanúi lehetünk pesti tudósokkal való vitáknak is.
- Benedek László:[2] A psychiátria a társas utilizmus szolgálatában (1936/1. 10-27.)
- Boda István: A filozófia eszményéről és feladatairól. (1936/1. 28-49.)
- Tomori Viola: Immanens ideálizmus lélektani alapon. (Boda István lélektani felfogása (1936/1.87-90.)
- Tettamanti Béla: Zwei neuere ungarische Systeme der Erziehungswissenschaft. (1936/1. 104.)
- Tankó Béla: Boda István: Bevezető a lélektanba (Egy lélektani rendszer vázlata). Budapest, 1934. Könyvism. (1936/2. 166-169.)
- Tettamanti Béla: Dilthey pedagógiai rendszere. (1936/2. 197-206.)
- Tomori Viola: Reitzer Béla: A proletárnevelés kérdéséhez (Várkonyi Hildebrand előszavával) Szeged, 1935. (103.l.) Könyvism. (1936/3. 2l6-218.)
- Prohászka René: A pszichológia tárgyának kettős meghatározása. (1939/1. l0-17.)
- Tettamanti Béla: Oktatás és oktatáselmélet (Megjegyzések Dr. Prohászka Lajos "Az oktatás elmélete" c. művéhez) (1939/2. 50-64.)
- Bartók György: Régi magyar filozófusok. (1940/1. 36-37.)
- Tavaszy Sándor: A természettudomány világnézeti jelentősége. (1941/1.  6-17.)
- Böhm Károly: Az értékelés analysise. (1942/2. 45-58.) (Málnási Bartók rendezte sajtó alá az erdélyi filozófus művét).
- Makkai Ernő: Adalékok a magyar filozófia történetéhez. (1943/1-2. 72-75.)
- Makkai Ernő: Adatok Fogarasi Pap József életéhez és munkásságához. (1944/1-3. 72-87.)